# Зиммлер, Вильгельм
Вильгельм Карл Мельхиор Зиммлер (нем. Wilhelm Carl Melchior Simmler; 6 сентября 1840, Гайзенхайм — 8 декабря 1923, Берлин) — немецкий художник и иллюстратор, представитель «дюссельдорфской художественной школы».

## Жизнь и творчество
Родился в многодетной семье художника Фридриха Зиммлера (1801—1872), был одним из девяти его детей. Братья и сестра Вильгельма, Йозеф (1842—1899), Франц Йозеф (1846—1926) и Антония (1852—1923), также стали художниками.
Живопись и рисунок изучал в 1856—1861 годах в Дюссельдорфе, в местной художественной академии, в классе Эмиля Хюнтена, а также был учеником таких мастеров, как Фридрих Вильгельм фон Шадов, Христиан Кёлер, Карл Зон, Эдуард Бендеман. После окончания учёбы в 1861 году два года жил в Мюнхене, но в 1863 г. вернулся в Дюссельдорф, где работал до 1869 года. Среди его учеников в 1871—1875 годы следует отметить англичанина-жанриста Уолтера Садлера. Вильгельм Зиммлер был членом дюссельдорфского общества живописцев «Палитра художника». Некоторое время жил и работал также в Гамбурге и Берлине, пока в 1891 году не переехал окончательно в Берлин. Был членом «Общества берлинских художников».
Творчество В.Зиммлера, особенно его исторические и жанровые картины, а также произведения на охотничьи сюжеты, было востребовано уже при жизни художника. Начиная с 1862 года он участвовап в выставках в Берлине и Дюссельдорфе. Позднее создал несколько крупноформатных панорамных полотен (в том числе вместе с Эмилем Хюнтеном), а также занимался настенной монументальной живописью. В 1881 г. в Берлинской ротонде «Национальная панорама» была открыта масштабная работа Хюнтена и Зиммлера «Панорама штурма Сен-Прива», посвящённая крупному сражению Франко-прусской войны; позднее эта работал демонстрировалась также в Кёльне и Гамбурге. В 1882 году художник совместно с Фемистоклом фон Экенбрехером создаёт гигантское (118х15 м) панорамное полотно «Прибытие каравана из Мекки в Каир» по заказу города Гамбурга. В 1891 году Зиммлер создаёт для берлинского «Зала славы» настенную картину «Переправа через Куршскую губу 19 января 1679 года». Последняя была уничтожена во время Второй мировой войны, во время бомбардировки в 1944 году.
Вильгельм Зиммлер известен также как иллюстратор детской и юношеской литературы — например, «Приключений барона Мюнхаузена» Готфрида А.Бюргера.

## Галерея

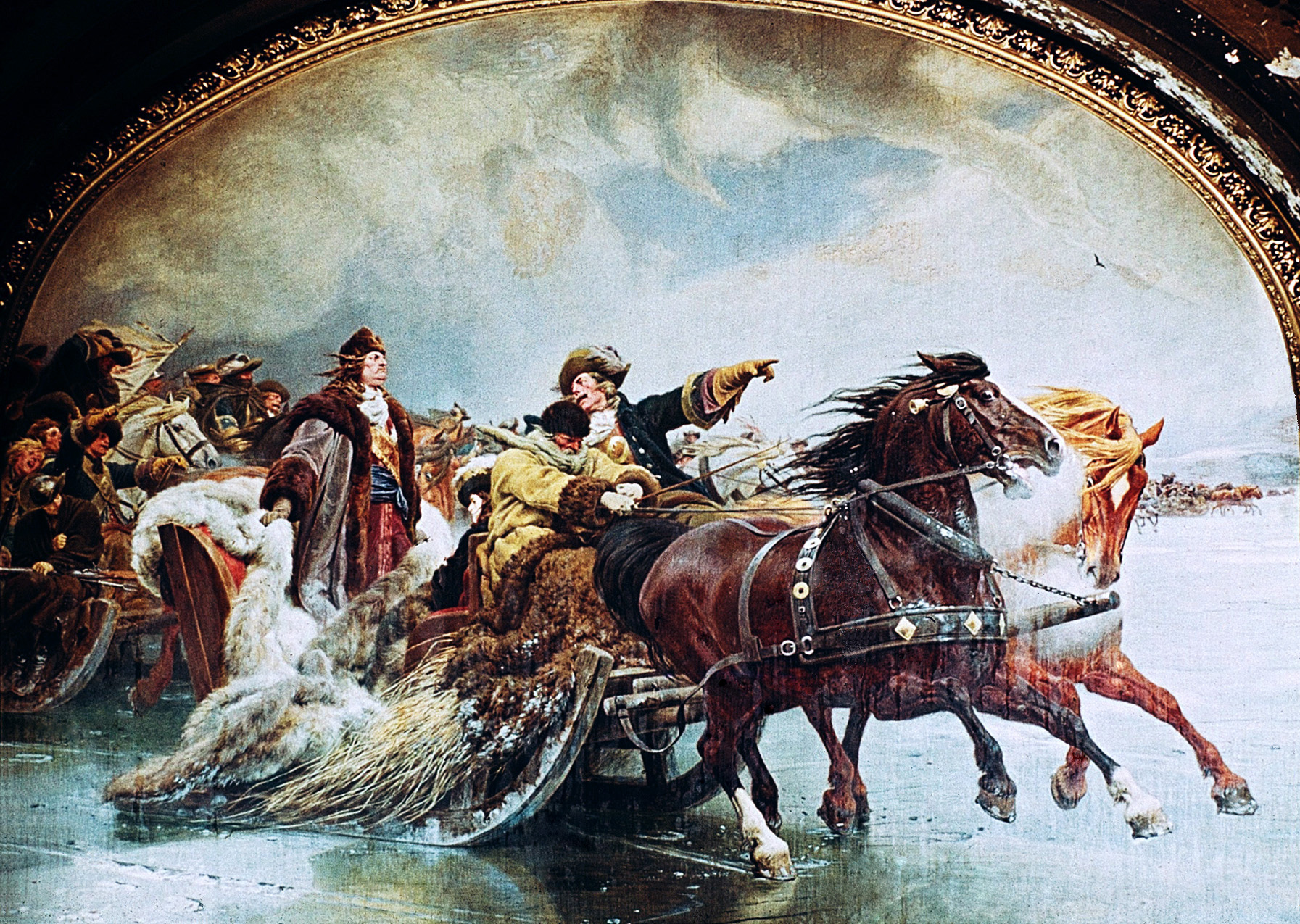
«Переправа через Куршскую губу в 1679 году»
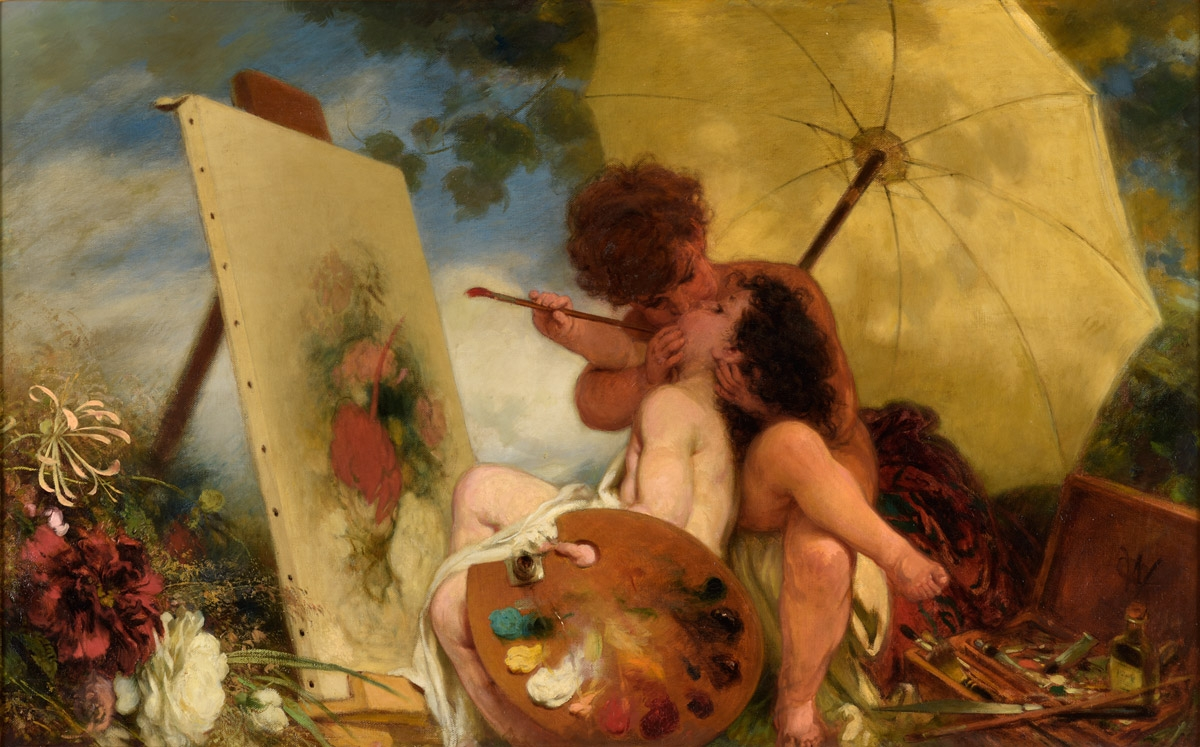
«Аллегория живописи»
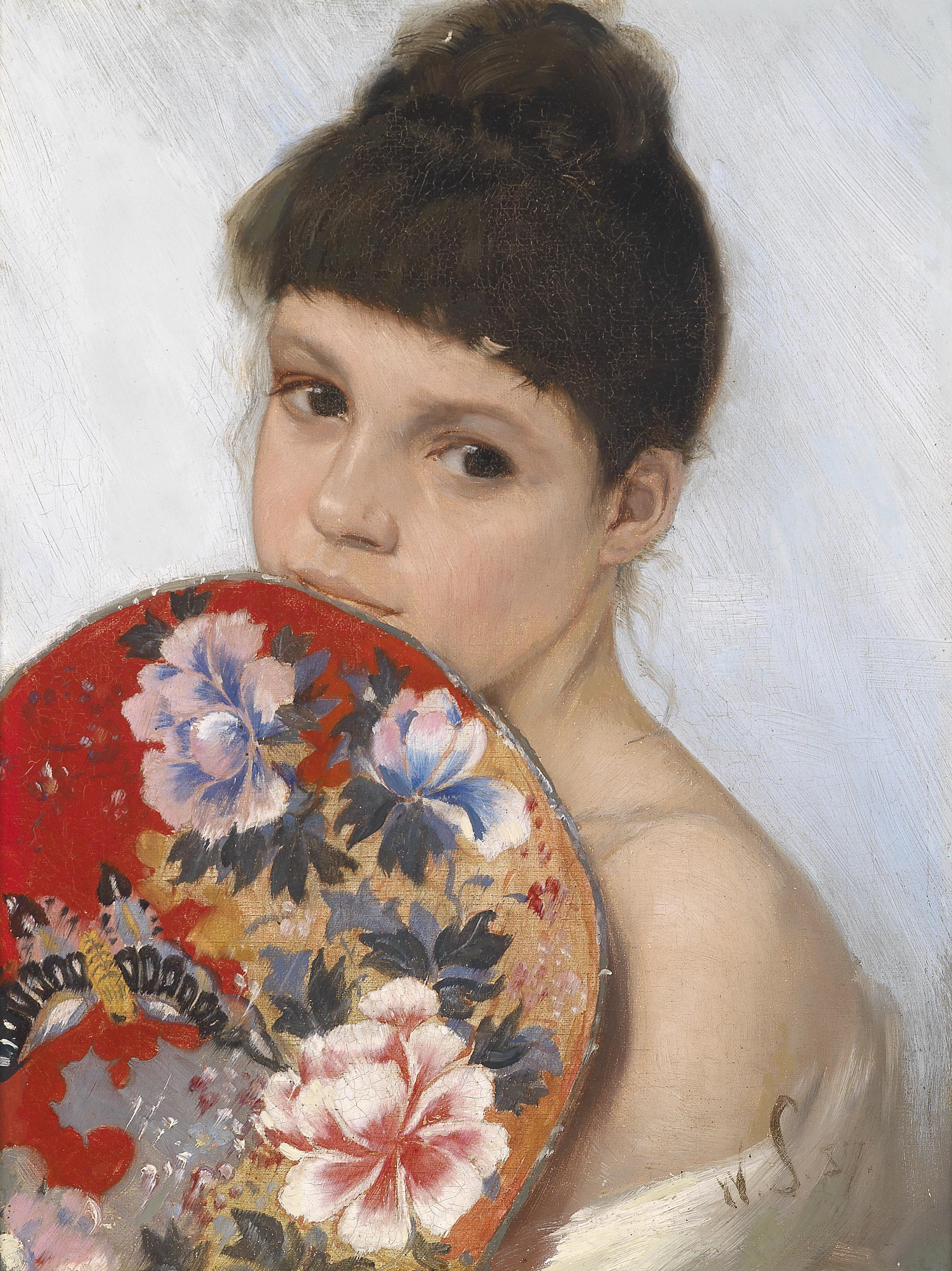
«Веер» (1887)
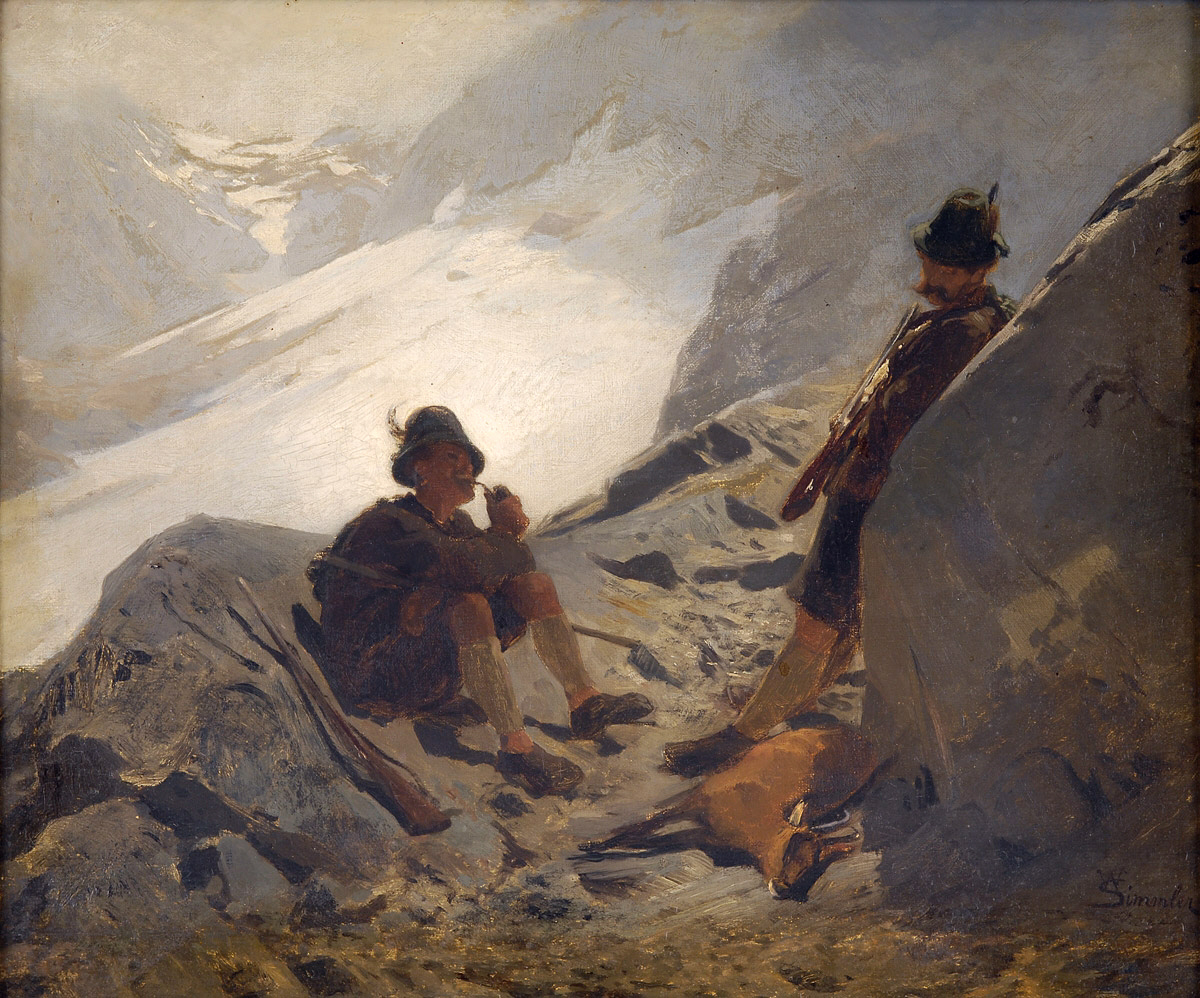
«Охотники в горах» (1914)
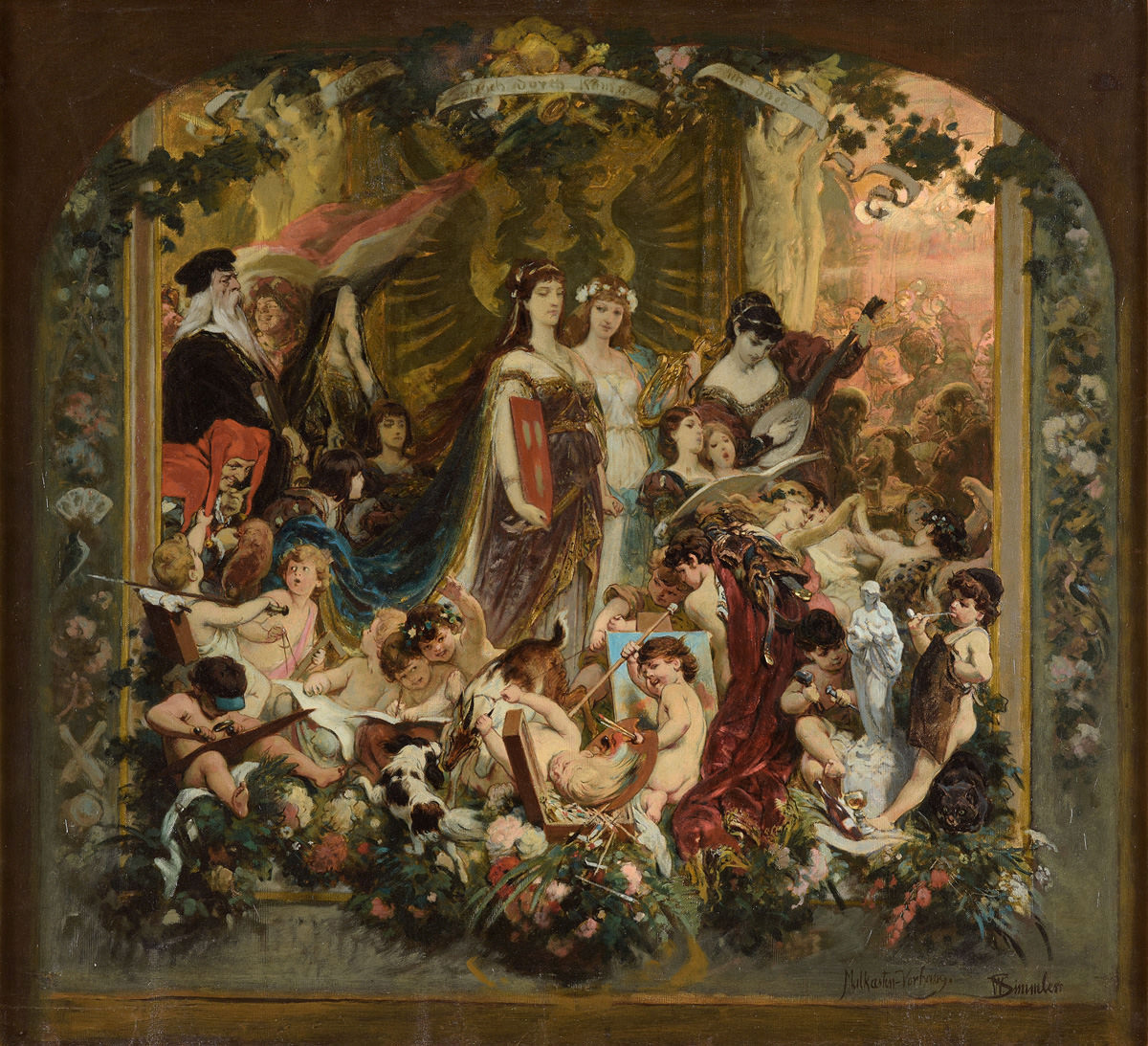
Занавес общества «Палитра художника» (до 1900 г.)

## Дополнения
- Wilhelm Simmler (deutsch, 1840—1914). на Artnet.de